# Silk Road (film)
Silk Road è un film del 2021 scritto e diretto da Tiller Russell.
La pellicola è l'adattamento cinematografico dell'articolo Dead End of Silk Road, scritto da David Kushner su Rolling Stone, e narra le vicende di Ross Ulbricht, criminale informatico proprietario e gestore del sito Silk Road, il più famoso marketplace accessibile nella darknet, divenuto noto per aver permesso la vendita di merce illegale, tra cui droga.

## Trama
Il film inizia con l'arresto di Ross Ulbricht a San Francisco nel 2013. Si approfondisce poi il background di Ross, ritraendolo come un aspirante imprenditore ben istruito che vive ad Austin, Texas. Ross concepisce l'idea di Silk Road come un modo per sfidare il controllo e le regolamentazioni governative, credendo nell'idea di riconquistare la libertà. Avvia il sito web per permettere l'acquisto e la vendita anonima di beni illegali.
Il film presenta Ross Ulbricht, un giovane carismatico e esperto di tecnologia che crea Silk Road, un sito web sotterraneo che facilita la vendita di droghe illegali e altri beni di contrabbando utilizzando criptovalute. Ulbricht adotta l'alias "Dread Pirate Roberts" per gestire il sito in modo anonimo.
Ross incontra Julia, una studentessa che diventa la sua amante e complice. Con la crescente popolarità di Silk Road, Ross guadagna milioni facilitando la vendita di articoli illegali come droghe, armi e informazioni personali. Tuttavia, quando un articolo di Gawker su Silk Road attira attenzioni indesiderate, le forze dell'ordine iniziano a indagare sul mercato del darknet.
L'agente della DEA Rick Bowden, che è stato riassegnato all'unità dei crimini informatici dopo la riabilitazione, ha il compito di indagare su Silk Road. Recluta un informatore per insegnargli le attività del darknet, portando a scontri con altri agenti e tensioni nella sua vita personale.
Mentre Silk Road prospera, Ross diventa sempre più isolato da Julia e dal suo amico Max, che esprimono preoccupazioni per le sue attività illegali. Ross, operando sotto l'alias Dread Pirate Roberts, diventa una sensazione su Silk Road e interagisce con venditori e acquirenti sul sito web, mantenendo sempre un senso di invincibilità.
Gli agenti della DEA, incluso Rick, lavorano instancabilmente per rintracciare il proprietario di Silk Road, portando a un'operazione sotto copertura orchestrata da Rick. Il film ritrae l'arresto di Ross e lo smantellamento di Silk Road.
Durante il film, vengono raffigurate le lotte personali sia di Ross che di Rick, mettendo in luce le loro motivazioni e sfide. L'arresto di Ross ha un profondo impatto sulle sue relazioni e sulla vita di coloro che sono stati colpiti da Silk Road. Il film tocca temi come l'hubris, l'avidità e lo scontro tra la libertà individuale e le forze dell'ordine. Esplora anche le complessità del carattere di Ross e le linee sfocate tra la moralità della legge e le azioni di chi la fa rispettare.
Con la crescente notorietà di Silk Road, le forze dell'ordine diventano determinate a chiuderlo. Rick Bowden, un agente della DEA, prende il caso e inizia a indagare su Ulbricht. Bowden è ritratto come un agente delle forze dell'ordine dedicato, intenzionato a chiudere Silk Road e il suo elusivo operatore.
Ross Ulbricht continua a gestire Silk Road, accumulando una notevole fortuna attraverso il mercato illecito. Forma alleanze e affronta minacce sia dalle forze dell'ordine che dai criminali rivali nel dark web.
Il film si addentra nel gioco del gatto e del topo tra Ulbricht e Bowden, mostrando le loro strategie e motivazioni. La crescente paranoia di Ulbricht e il desiderio di controllo vengono anche ritratti mentre diventa sempre più coinvolto in attività criminali.
Alla fine, Ross Ulbricht viene arrestato e affronta le conseguenze legali delle sue azioni, evidenziando l'impatto significativo di Silk Road sul mondo delle imprese criminali online e il dibattito in corso sui confini tra la libertà individuale e l'intervento governativo nell'era digitale.
Il film raggiunge il suo culmine quando Ulbricht viene finalmente arrestato dalle forze dell'ordine e la sua vera identità viene rivelata. Viene arrestato e affronta un lungo processo per traffico di droga, riciclaggio di denaro e altre accuse relative a Silk Road. Durante il processo, la squadra di difesa di Ulbricht sostiene che è stato incastrato e che non è il vero Dread Pirate Roberts.
Il film tocca anche le azioni corrotte di alcuni agenti delle forze dell'ordine coinvolti nel caso, tra cui riciclaggio di denaro, ostruzione della giustizia e estorsione. Nonostante queste rivelazioni, Ulbricht viene infine dichiarato colpevole e condannato all'ergastolo senza possibilità di libertà condizionale, che a questo punto viene minimizzata.
Durante il film, vengono esplorate le complessità etiche e legali del caso Silk Road, sollevando domande sulla privacy online, la sorveglianza governativa e le conseguenze della persecuzione degli individui coinvolti nel dark web.
Nel 2015 Ross Ulbricht è stato dichiarato colpevole di traffico di droga e riciclaggio di denaro. Durante il processo, non è stata fatta alcuna menzione del fatto che gli omicidi che aveva ordinato fossero avvenuti, e nel frattempo l'agente corrotto della DEA che indagava su Ulbricht (determinato a distruggere il suo impero miliardario) ha dichiarato colpevole di riciclaggio di denaro, ostruzione della giustizia e estorsione. È stato condannato a sei anni e mezzo di prigione. Così, in appello, la condanna di Ulbricht è stata confermata mentre sta scontando l'ergastolo senza la possibilità di libertà condizionale, che a questo punto viene minimizzata.

## Produzione
Le riprese del film sono iniziate nel giugno 2019 ad Albuquerque e sono terminate nel luglio seguente.

## Promozione
Il primo trailer del film è stato diffuso il 27 gennaio 2021.

## Distribuzione
Il film doveva essere inizialmente presentato al Tribeca Film Festival il 16 aprile 2020, ma il festival è stato annullato a causa della pandemia di COVID-19; il film è stato distribuito limitatamente in alcune sale cinematografiche statunitensi e on demand a partire dal 19 febbraio 2021.